# Chanduy (Parroquia)
Chanduy en Ecuador es una de las 6 parroquias rurales que conforman el cantón Santa Elena perteneciente a la provincia del mismo nombre, limita al norte con las parroquias de Santa Elena y Simón Bolívar, al sur con el Océano Pacífico, al este con la provincia del Guayas, y al oeste con la Parroquia de Atahualpa.

## Historia

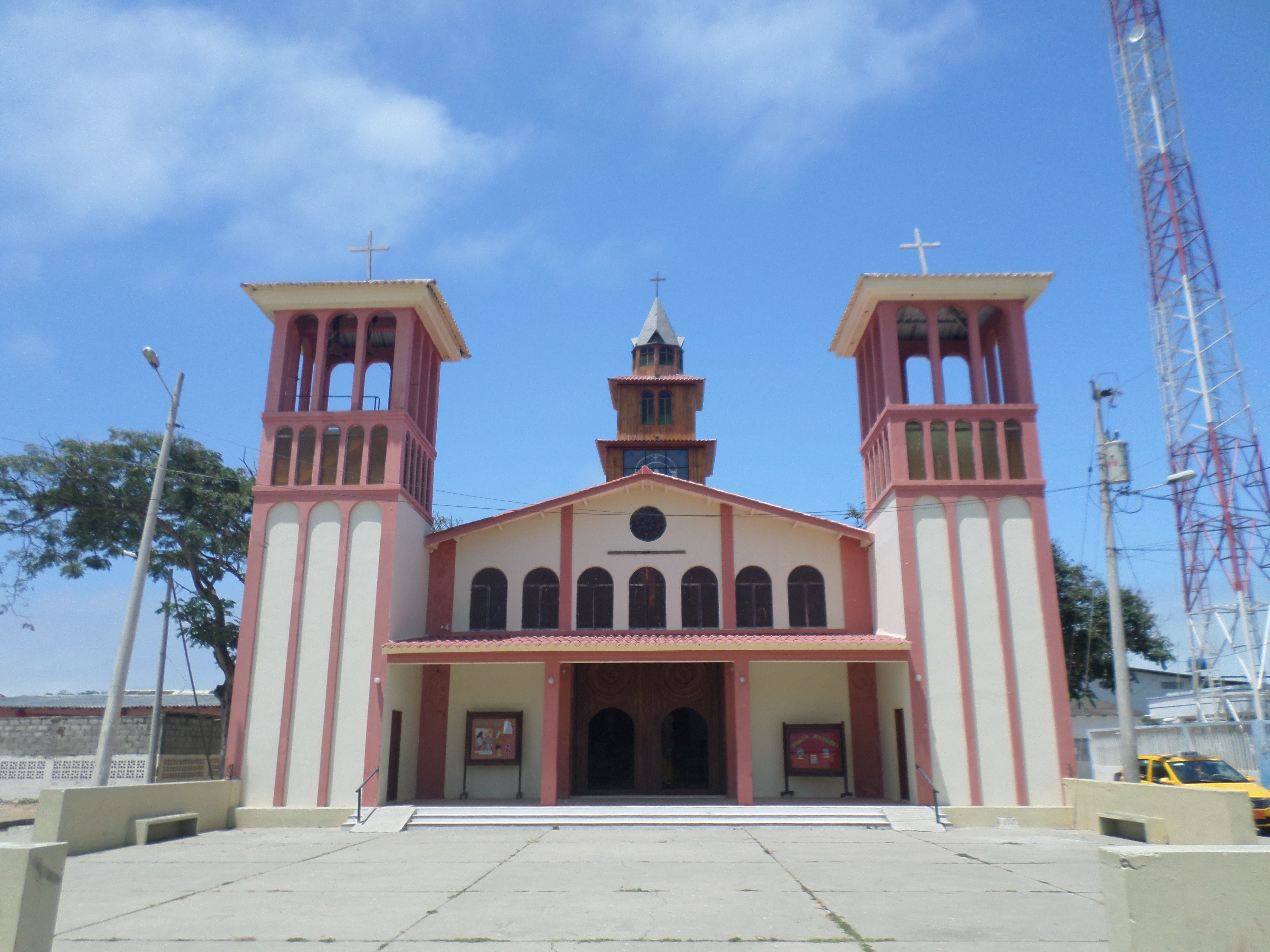
Iglesia parroquial de San Agustín

En Chanduy desde 3000 AC comienzan a desarrollarse aldeas como la de Real Alto donde la población se asienta alrededor de una plaza con centro ceremonial. Estos pueblos prehispánicos son caracterizados por ser navegantes y realizan actividades comerciales con los Incas recibiendo manufactura a cambio de conchas spondylus.
Chanduy, nombre autóctono que se deriva de la lengua Chimú que significa Llano Alto, dialecto que hablaron los pueblos del Sur de nuestro litoral y pueblos del Norte del Perú. Este territorio según se afirma fue en la prehistoria parte del Gran Imperio Chimú, el mismo que supera en antigüedad al Tahuantinsuyo. 
Por el año 1626 esa localidad era una encomienda a nombre de Alonso Briceño. Antes que se dictara la ley de la Real Audiencia de Quito en 1563, los nativos de Chanduy se integraron para formar, en 1560, la antigua Comunidad Indígena de
Chanduy, con la finalidad de conservar su propiedad, pero desapareció con la llegada de los españoles, Desde 1750, amparados en la Ley de Indias, Chanduy comienza a recuperar su territorio, mediante compras a las autoridades de la Corona Española, la extensión territorial integrada por las comunidades Tugaduaja, Engunga, San Rafael, Manantial de Chanduy, El Real, Pechiche 1 y 2, Zapotal, entre otras.
En el año de 1835 era considerada como parroquia del cantón El Morro Provincia del Guayas, luego en la Presidencia de la República del General Gabriel García Moreno y por decreto del poder ejecutivo del 29 de mayo de 1861 fue anexada al Cantón Santa Elena. Su iglesia, una de las más antiguas de la península, fue construida en 1734, impulsada por el obispo Andrés Paredes de Polanco y Armendáriz, jefe de la diócesis de Quito. Su estructura era de guayacán y laurel, pero sucumbió ante la inclemencia del tiempo y fue reemplazada con una moderna en el mismo lugar.  Es la más antigua población de la península, pues existió desde antes de la conquista española. Chanduy es una población costera que cuenta también con un territorio continental diverso. Sufrió, al igual que toda la península de Santa Elena, la tala inclemente de sus árboles, y para 1914 Chanduy ya presentaba un panorama desertificado.

## Geografía
La parroquia Chanduy está ubicada al sur de la provincia  de Santa Elena, cuenta con una  extensión de 769.02 km². Según el Censo Poblacional y de Vivienda del 2010, tiene una  población de 16.363 habitantes aproximadamente, lo que arroja una densidad bruta de 18,91 hab/km²
Sus límites son: Norte: parroquias Sta. Elena y Simón Bolívar de la provincia de Santa Elena, Sur: océano Pacífico, Este: provincia del Guayas, cantones General Villamil (Playas) y Guayaquil, Oeste: parroquia Atahualpa de la provincia de Santa Elena.

## Salud
En la parroquia Chanduy la principal oferta de salud lo constituyen los Sub centros de: Chanduy, Pechiche, Puerto de Chanduy y Zapotal; y cuatro dispensarios del Seguro Social Campesino: Engunga, Pechiche, San Rafael y Bajada de Chanduy.

## Comunas de la Parroquia
Las organizaciones Comunales son el organismo que reconoce la Constitución de la República del Ecuador, como una forma ancestral de organización territorial. Estas se encuentran integradas a la Federación de Comunas Provincial de Santa Elena, que se constituyó hace un año. Las Comunas son organizaciones muy activas en la zona rural, con un nivel importante de convocatoria y que se relacionan activamente con los diferentes Gobiernos Autónomos Descentralizados. Según datos proporcionados por la Federación de Comunas de La Provincia de Santa Elena existen 14 Comunas en el territorio parroquial, que están legalmente constituidas por la Ley de Comunas de 1938, y actualmente reguladas por el MAGAP, las mismas que son Organizaciones Sociales que representan a los territorios de la zona rural del cantón.

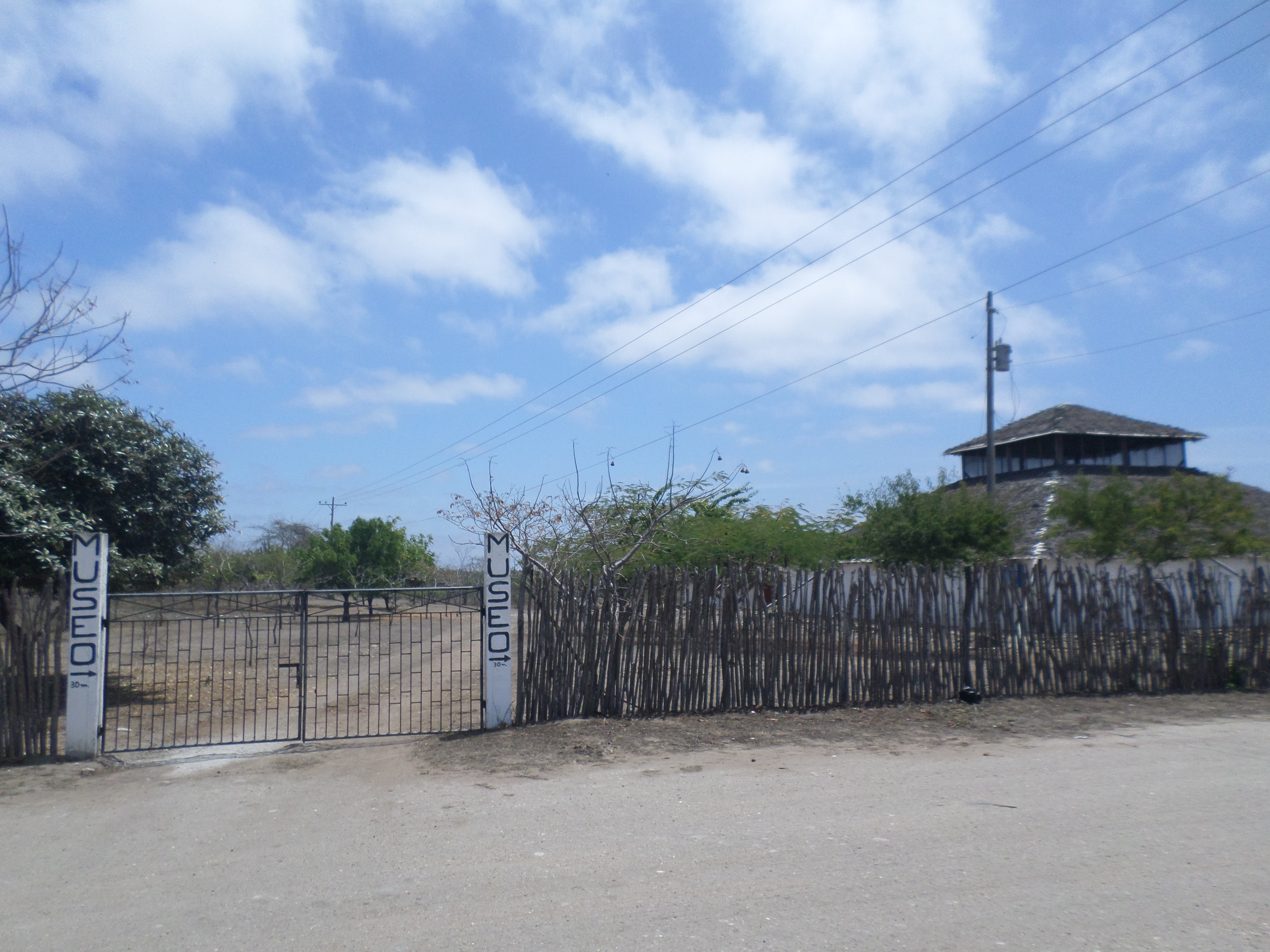
Museo Real Alto en la parroquia Chanduy

- Bajada de Chanduy
- Ciénega
- El Real
- Engunga
- Olmedo
- Puerto de Chanduy
- Pechiche
- San Rafael
- Sucre
- Tugaduaja
- Villingota
- Manantial de Chanduy
- Zapotal
- Caimito

## Economía

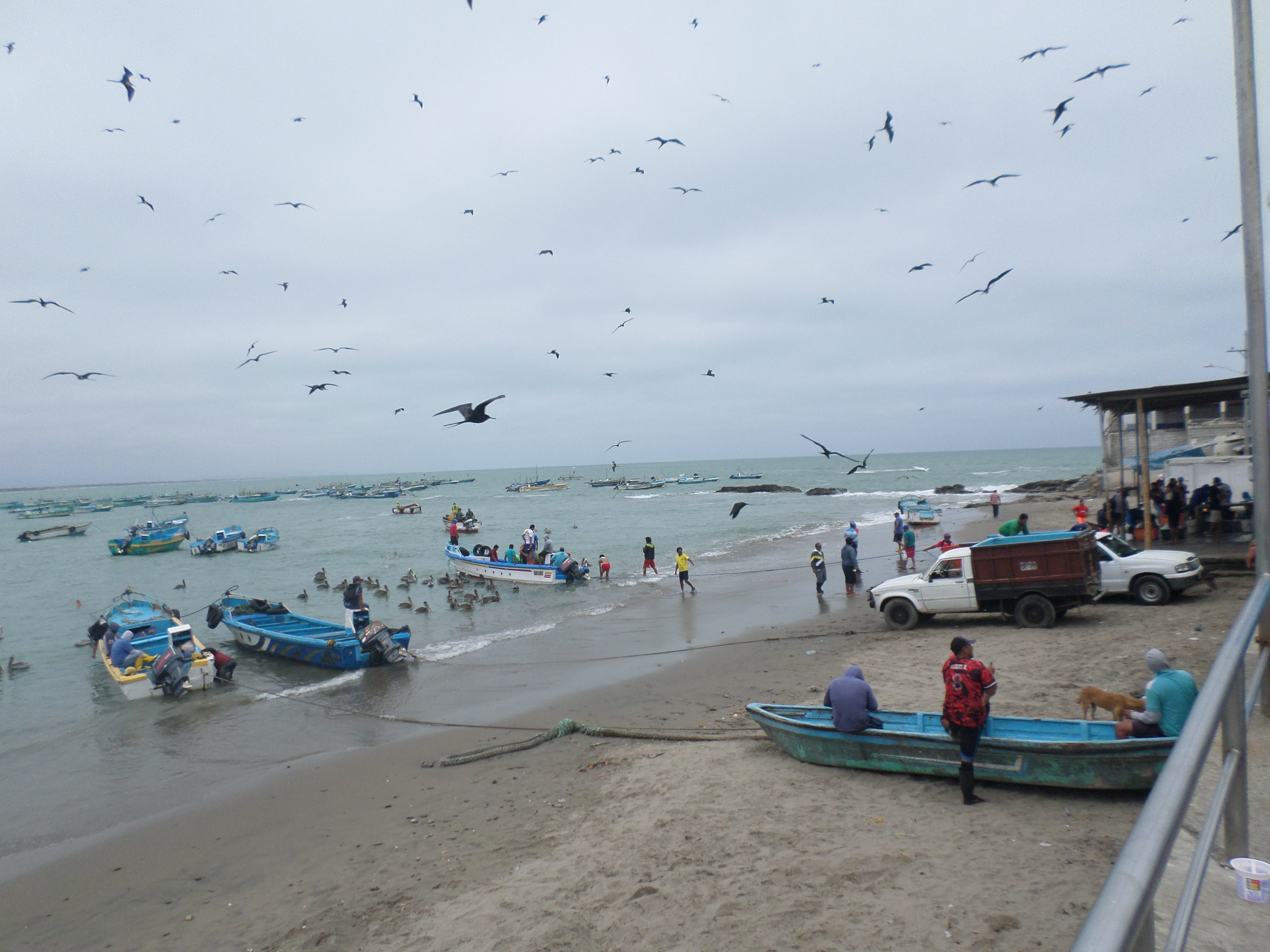
Actividad pesquera en Puerto de Chanduy

Los habitantes se dedican a diversas actividades: la agricultura, los servicios, la pesca, empleo en relación de dependencia en empresas locales y migración laboral a centros poblados aledaños. A diferencia de otras parroquias no existe un trabajo artesanal característico. La mano de obra local
se desplaza día a día a trabajar a diferentes lugares; La Libertad (destaca el comercio), Salinas (los servicios turísticos), Guayaquil (en la construcción) y actividades diversas en otras ciudades.
La población económicamente activa (PEA) es de 5.198 habitantes de los cuales 4.849 se encuentran ejerciendo trabajos o se encuentra ocupada en actividades económicas que permiten generar ingresos a la población: 2.237 es Población dedicada a la agricultura, silvicultura, caza y pesca correspondiente a 40%; 1.462 (26%) corresponde a la población que se encuentra en algún tipo de empleo con salario establecido en agricultura, silvicultura, caza y pesca; 529 (10%) corresponde a población dedicada a la manufactura o elaboración de artesanías de manera independiente; 386 (7%) población con salario fijo empleado en la manufactura en empresas o microempresas; 464 (8%) población dedicada al comercio libre al por mayor y menor; 158 (3%) población dedicada al comercio en calidad de asalariado; y finalmente solo existe 300 (6%) correspondiente a la población que se encuentra laborando en el sector público.

## Fiestas Parroquiales y Patronales
- 29 de mayo de 1861 (Parroquialización de Chanduy)
- 28 de agosto (Fiesta del Patrono San Agustín)
- 24 de septiembre (Fiesta de la Copatrona Virgen de las Mercedes)

## Nacidos en Chanduy
José Luis Tamayo presidente ecuatoriano.